# Тровање блокаторима калцијумских канала
Тровање блокаторима калцијумских канала једна је од нежељених реакција која може настати током употребе лекова из групе блокатора калцијумских канала који се сврставају у групу најпотентнијих лекова који могу да изазову тровање када се у организам унесу у дози која је изнад максималне препоручене дозе.

## Опште информације
Бета блокатори су група лекова која се данас у клиничкој пракси нашироко користи са различитим индикацијама.  Према подацима Америчке асоцијације Центара за контролу тровања, тровање кардиоваскуларним лековима чини око 20% фаталних тровања. Од 2006. године па на даље у САД-у морталитет од тровања бета блокаторима је скоро 2%. Иако тровања бета блокаторима, у односу на друге кардиоваскуларне и психотропне лекове, нису тако честа, ипак се наводе као значајан узрочник смртних исхода на годишњем нивоу. Посматрајући период од 2006. године па надаље, годишње се пријављује 54-70 случајева тровања тешког степена са око 3-6 смртних исхода.

## Клиничка слика
Симптоми и знаци који се јављају након предозирања блокаторима калцијумских канала су:
- мучнина,
- повраћање,
- збуњеност,
- брадикардија,
- хипотензија,
- тотални срчаносудовни колапс (код тровања препаратима са продуженим ослобађањем).[1][3]

## Клиничка процена предозирања
Према препорукама Америчке асоцијације центара за контролу тровања (AAPCC) у доњој табели приказане су препорука за интрахоспиталну евалуацију пацијената који су унели дозу блокатора калцијумских канала која је изнад максималне препоручене дозе лека.
| Назив лека | Доза за одрасле                                                                             | Доза за децу |
| ---------- | ------------------------------------------------------------------------------------------- | ------------ |
| Амлодипин  | >10 mg                                                                                      | >0,3 mg/kg   |
| Дилтиазем  | >120 mg формулација са тренутним ослобађањем, >360 мг формулација са продуженим ослобађањем | >1 mg/kg     |
| Фелодипин  | >10 mg                                                                                      | >0,3 mg/kg   |
| Израдипин  | >20 mg                                                                                      | >0,1 mg/kg   |
| Никардипин | >40 mg формулација са тренутним ослобађањем, >60 мг формулација са продуженим ослобађањем   | >1,25 mg/kg  |
| Нифедипин  | >30 mg формулација са тренутним ослобађањем, >120 мг формулација са продуженим ослобађањем  | Свака доза   |
| Нимодипин  | >60 mg                                                                                      | Свака доза   |
| Низолдипин | >30 mg                                                                                      | Свака доза   |
| Верапамил  | >120 mg формулација са тренутним ослобађањем, >60 mg формулација са продуженим ослобађањем  | >2,5 mg      |

## Терапија

### Основна медицинска нега
Основна медицинска нега која је први и најважнији корак у третирању токсичности изазване употребом блокатора калцијумских канала, обухвата:
1.  Кардиореспираторну стабилизацију пацијента - обезбјеђење дисајног пута, нормализацију дисања и очување адекватне циркулације.
2. Корекцију ацидо-базних поремећаја и дисбаланса електролита. Ова корекција је важна за оптимизацију срчане функције.
3. Гастоинтестиналну деконтаминацију као један од битних поступака приликом тровања, коју би обавезно требало размотрити код примене препарата са продуженим ослобађањем.  Орогастрична лаважа се препоручује код пацијената код којих се још нису испољили ефекти унетог лека (хипотензија, брадикардија, епилептични напади) и када је познато време ингестираног бета блокатора тако да је он још присутан у желуцу. Практично то значи да се лаважа желуца примјењује у року од сат времена од ингестије, потенцијално смртне дозе лека. Активни угаљ се препоручује самостално код пацијената са блажим симптомима као што су хидросолубилни бета блокатори чији се ефекти испољавају након једног сата од ингестије. Форсирана лаксација применом полиетилен гликола  може се применити код оних бета блокатора који имају продужено дејство.

### Специфична терапија
Специфични агенси који се користе за третман тровања блокаторима калцијумских канала су:
Физиолошки раствор или Рингеров раствор
Примена ових изотоничних или хипертоничних раствора спада у неспецифичну детоксикациону терапију у циљу побољшања хипотензије.
Вазопресори
Примењују се код пацијената да би побољшали ткивну перфузију ако волуменски експандери (физиолошки раствор или Рингеров раствор) не подигну крвни притисак  и побољшавају контрактилност миокарда до жељеног нивоа. Вазопресори (нпр допамин, епинефрин) могу стимулисати контрактилност и изазвати вазоконстрикцију, што повећава крвни притисак и минутни волумен. Допамин у малим дозама стимулише Д1 рецепторе у ЦНС, али у крвним судовима бубрега. У великим дозама стимулише бета рецепторе у срцу делујући позитивно инотропно, што доводи до раста систолног и пулсног притиска, међутим дејством на алфа рецепторе, повећава периферну васкуларну резистенцу без поправљања контактилности што може довести до акутног попуштања срца.
Глукагон
Глукагон стимулише улазак калцијума у ћелије даје се као иницијална интравенска болус доза од 5—10 mg. Ако се не испоље позитивни клинички ефекти од иницијалне дозе, наставља се са инфузијом глукагона од 5—10 mg/h Глукагон има позитивно инотропно и хронотропно дејство. Повећањем концентрације цАМП-а побољшавају се: контрактилност, срчана фреквенца, крвни притисак, кардијални индекс, атриовентрикуларно провођење, брадисритмије, брадикардија. Након 45 минута од примене глукагона долази до исцрпљивања гликогенских депоа у јетри и његово дејство тада почиње да слаби. Код пацијената често долази до појаве тахифилаксије па је потребно повећати дозу. Нежељени ефекти су појава мучнине, повраћања, када је повећана могућност аспирације и хипергликемија и блага хипокалцемија.
Соли калцијума (калцијум глуконат, калцијум хлорид)
Ове соли се примењују интравенски код пацијената са хипотензијом и озбиљним аритмијама. Давањем високе дозе калцијума теоретски се ствара довољно велики концентрациони градијент којим се делимично превазилази блокада калцијумских канала и ниво калцијума који улази у ћелију. Калцијум се обично користи као калцијум хлорид (нпр 1 gr као 10% интравенски раствор) и калцијум глуконат (до три болус дозе интравенски)..
Инсулин
Инсулин би требало применити у дози 10-100 и.ј. интравенски са раствором 50% декстрозе у облику интравенске инфузије. Како се токсичност изазвана блокаторима калцијумских канала јавља након хипергликемије, у којој блокада калцијумских канала инхибира ослобађање инсулина. Изузетно, неким пацијентима који су примили ову терапију, потребно је још додатне декстрозе (50–100 mL/h 10% декстрозе у облику ив инфузије).
Липидна емулзија
Липидне емулѕије се користе као антидот у предозирању липосолубилним лековима. Први механизам дејства се остварује кроз упијање липосолубилног лек и његовог уклањањања из ткива у којима остварује токсичне ефекте. На тај начин се смањује волумен дистрибуције лека. Други механизам је повећање митохондријалног енергетског метаболизма јер се масти обезбеђују као основни извор за производњу АТП-а у миокарду.
Уградња пејсмејкера или интра-аортне балон пумпе
Код пацијената са хипотензијом и озбиљним аритмијама требало би размотрити уградњу пејсмејкера или интра-аортне балон пумпе.